# Sandskæg (slægt)
Sandskæg (Corynephorus) er en monotypisk slægt, som er udbredt i Europa. Det er lave, tuedannende græsser med korte, knæbøjede blomsteraks. Bladene er børsteformede og indrullede med blågrøn farve. Her omtales den ene art, som er vildtvoksende i Danmark.
| Arter |

- Sandskæg (Corynephorus canescens)